# در حاشیه
در حاشیه عنوان سریال تلویزیونی در ژانر طنز پزشکی به کارگردانی مهران مدیری است که در ۲۶ قسمت ۴۰ دقیقه‌ای که قرار بود ۴۰ قسمت باشد، در ابتدا برای شبکه پنج تهیه شد ولی در نهایت در نوروز (۱۳۹۴) از شنبه تا چهارشنبه ساعت ۲۰:۴۵ دقیقه از شبکه سه به نمایش درآمد. این مجموعهٔ تلویزیونی چهارمین سریال مهران مدیری در دههٔ (۱۳۹۰) و نخستین سریال او پس از بازگشت دوباره به تلویزیون پس از چند سال بود که با حاشیه‌هایی که از سوی جامعهٔ پزشکان گریبان‌گیر آن شد زودتر از موعد از روی آنتن کنار رفت. این سریال در ۲۶ قسمت تولید شد و قرار بود دو فصل ۳۰ قسمتی دیگر هم داشته باشد که فصل دوم آن ساخته شد اما بعد از آن دیگر ادامه پیدا نکرد. همچنین عنوان نام این سریال در ابتدا دکتر نام داشت سپس به اتاق عمل تغییر نام داد و در آخر عنوان درحاشیه را به خود گرفت.در زمستان ۱۳۹۴ ادامه این سریال با عنوان در حاشیه ۲ پخش شد. این سریال یکی از بحث برانگیزترین سریال‌های مدیری بود.

## خلاصه داستان
هومن صحرایی (سیامک انصاری) در یک رشتهٔ خاص پزشکی مربوط به خون به نام پلاستوریز سلول‌های بینابینی که در کشور کمتر به آن پرداخته می‌شود متخصص است و در شرایطی ست که در پست بیمارستانی خود هیچ مراجعه‌کننده‌ای ندارد. او که فردی متعهد و متخصص است برای رفع بی‌کاری خود به اورژانس سرکشی می‌کند و اتفاقی با یک پزشک متخلف وارد درگیری فیزیکی شده و به همین دلیل از شغل خود بی‌کار می‌شود. در شرایط مالی بسیار نابسامان وقتی که کتب درسی دانشگاه خود را به حراج گذاشته بود اتفاقی با استاد دانشگاه خود یعنی دکتر کِی‌مَرام روبرو می‌شود. کی‌مرام که پزشکی خیرخواه است و از جزئیات داستان بی‌کار شدن هومن با خبر است او را به «هیئت نظارت بیمارستان‌های تهران» سفارش می‌کند. هومن که اصلاً نمی‌داند چه شغلی برایش در نظر گرفته شده و فقط در پی فعالیت در زمینه تخصصی خود است مأمور می‌شود تا یک مرکز درمانی وقف شده و بسیار مجهز به نام «در حاشیه» که ۸۰ سال است که راه‌اندازی نشده را راه‌اندازی و مدیریت کند. اما آن منطقهٔ خارج از شهر، حالا پس از ۸۰ سال در نزدیکی شمال شهر تهران قرار گرفته و زمین آن ارزش بالایی پیدا کرده‌است. نام نوهٔ شخصی که آن زمین را برای ساخت بیمارستان اهدا کرده کَنگَر زهتاب است. زِهتاب و دوستش صولت ابتدا قصد داشتند که دکترها را بترسانند و آنها از بیمارستان فراری دهند تا زمین بیمارستان را بفروشند، اما با پیشنهاد دکتر کاشف از فروش زمین منصرف می‌شوند و ناچار می‌شوند که با دکترها همکاری کنند. هومن صحرایی در این مسیر با سهراب کاشف (مهران مدیری) (یک جراح پلاستیک بدهکار و فراری که سابقه کلاهبرداری دارد و پروانه پزشکی او باطل شده) و بهروز عشقی (فردی بی‌کار با مدرکی نامعتبر دربارهٔ جراحی امعا و احشاء از منطقه‌ای در فیلیپین که وجود خارجی ندارد به نام کولوکوکو) آشنا و همراه می‌شود مدرک بهروز که در فیلیپین گرفته در حد سیکل درایران است. هومن صحرایی که به عنوان مدیر بیمارستان انتخاب شده به جای این‌که دربارهٔ کادر بیمارستان و اطرافیان خود تحقیق کند و جدی و دقیق باشد، به آلت دست زهتاب، سهراب و بهروز تبدیل شده و حتی این سه نفر برای این‌که آیا او مدیر بیمارستان باشد یا نه تصمیم می‌گیرند. این سه نفر، افراد غیرمتخصص یا نالایق را در بیمارستان استخدام می‌کنند. سودجویی و جاه طلبی زهتاب و هرج و مرج بیمارستان فقط به خرج تراشی برای بیماران با رقم‌های هنگفت و جراحی‌های بی‌دلیل آن‌ها و قاچاق اعضای بدن ختم نمی‌شود بلکه باعث می‌شود تا افراد سالم زیادی در یک مانور بیمارستانی صدمات جدی ببینند یا مفقود شوند. خبر آبروریزی این مانور از تلویزیون پخش می‌شود اما همچنان اقدامی از طرف اداره نظارت صورت نمی‌گیرد. هومن فکر می‌کند که تنها او مقصر است و در یک ویدئو و یک همایش به این موضوع اعتراف می‌کند. ویدئوی اعتراف شهرت جهانی پیدا می‌کند. در قسمت‌های پایانی سری اول سریال، دکتر کی‌مرام که پزشکی سرشناس و مورد اعتماد بوده و با ادارهٔ نظارت بر بیمارستان‌ها در ارتباط است با رویی خوش به بیمارستان حاشیه مراجعه کرده، تعرفه استاندارد بیمارستانی را به زهتاب داده، حضورش موجب ترس تمام پرسنل متخلف شده و یک سرپرستار جدی را نیز به هومن معرفی و سفارش می‌کند. در این مرحله هومن مجدد عدم صلاحیت خود در مدیریت را نشان می‌دهد. با این‌که زهتاب از اداره نظارت بسیار می‌ترسد ولی در پاسخ به تعرفه استاندارد کیفیت تجهیزات بیمارستان را به شدت کاهش می‌دهد و حتی پاسخ‌دهی به بیماران سطح متوسط و پایین جامعه نیز کاملاً متوقف می‌شود. در این مرحله تمام پنهانکاری‌های سهراب، بهروز و دیگر کارمندان مثل فلافل فروش که دکتر مسئول داروخانه شده بود آشکار می‌شود و تمام پرسنل و پزشکان از جمله هومن، زهتاب، بهروز و سهراب دستگیر می‌شوند.

## بازیگران و شخصیت‌ها
| نام بازیگر       | نقش          | توضیح                              |
| ---------------- | ------------ | ---------------------------------- |
| سیامک انصاری     | هومن صحرایی  | برادر هاله، رئیس بیمارستان درحاشیه |
| مهران مدیری      | سهراب کاشف   | پزشک فراری، جراح زیبایی            |
| سید جواد رضویان  | کنگر زهتاب   | مالک بیمارستان درحاشیه             |
| مهران غفوریان    | بهروز عشقی   | پزشک قلابی، همسر ماندانا           |
| محمدرضا هدایتی   | عمو صولت     | دوست زهتاب، نگهبان                 |
| شبنم فرشادجو     | هاله صحرایی  | خواهر هومن، سرپرستار               |
| سحر زکریا        | ماندانا      | همسر بهروز                         |
| فلامک جنیدی      | پرستار ناشتا | پرستار اورژانس                     |
| آرش نوذری        | نوشین عادل   | پزشک اورژانس                       |
| علی اوجی         | شروین        | وکیل قلابی،دوست کاشف               |
| سروش جمشیدی      | نادر گودرزی  | دوست بهروز عشقی                    |
| نصرالله رادش     | سیروس تکراری | خلافکار، مسئول داروخانه            |
| رسول نجفیان      | دکتر کی مرام | استاد هومن                         |
| غلامرضا نیکخواه  | جسد عظیمی    | مسئول سردخانه بیمارستان            |
| رامین ناصرنصیر   | نامشخص       | با وجود بازی در سریال نبود         |
| عارف لرستانی     |              | بیمار دائمی بیمارستان              |
| علی لک‌پوریان     | کامران       | فیزیوتراپ بیمارستان                |
| الیکا عبدالرزاقی | نامشخص       | با وجود بازی در سریال نبود         |
| فاطمه هاشمی      | چرخه سلطانی  | خدمتکار بیمارستان                  |
| سام نوری         |              | پرستار بیمارستان                   |
| سپند امیرسلیمانی |              | مسئول پذیرش بیمارستان              |
| ساعد هدایتی      | چهاردست      | صندوقدار بیمارستان                 |
| فرج‌الله گل‌سفیدی  |              | پدر بهروز                          |
| پروین قائم‌مقامی  | طاهره خانم   | مادر بهروز                         |
| سوگل قلاتیان     |              | مسئول سونوگرافی                    |
| ماندانا سوری     | فرخ‌لقا حکمت  | سرپرستار، معشوقه هومن              |
| لیلا ایرانی      |              |                                    |
| شراره ارمغانی    |              |                                    |
| تینا اسدی        |              |                                    |
| بهناز توسلی      |              |                                    |
| پوریا ایرایی     |              |                                    |
| پریا ابراهیمی    |              |                                    |
| محمدعلی تقوی     |              | پدر زن بهروز                       |
| فرزانه تفرشی     |              |                                    |
| جوانه دلشاد      | چرخه سلطانی  | خدمتکار بیمارستان                  |
| یلدا عباسی       |              | خواهر دکتر عشقی                    |
| آذین رئوف        |              | مسئول رادیولوژی                    |
| گلناز عباسی      |              |                                    |
| الهه فرش‌چی       |              |                                    |
| درسا فرح‌نیا      |              | منشی دکتر کاشف                     |
| دریا مرادی‌دشت    |              |                                    |
| شادان شهیدی      |              |                                    |
| مجید نوروزی      |              | مسئول کافه                         |

## در حاشیه ۲
در حاشیه ۲ ادامه مجموعه تلویزیونی در حاشیه است. فیلم‌برداری فصل دوم از مهر ۱۳۹۴ آغاز شد و از یکشنبه ۱۲ دی ۱۳۹۴ در ۲۷ قسمت شنبه تا چهارشنبه ساعت ۲۰:۴۵ دقیقه شب پخش شد. مهران مدیری در این فصل نقش نداشت و تنها کارگردانی این فصل را بر عهده داشت. این مجموعه در تهران و در محل فیلمبرداری فصل اول سریال فیلمبرداری شد.

### خلاصه داستان
فصل دوم درحاشیه در زندان رقم میخورد و داستان چهار نفر از شخصیت‌های اصلی فصل اول را روایت می‌کند که در یک زندان دوران محکومیتشان را سپری می‌کنند و با سابقه‌دارها ی زیادی سر و کار دارند. این بار در این سریال دکتر هومن صحرایی در زندان در اثر اتفاقی با «تیمور بینابینی» خلافکار معروف اشتباه گرفته می‌شود و این باعث وقوع ماجراهایی می‌شود…

### شخصیت‌های اصلی
| نام بازیگر        | نقش                 | توضیح                                                 |
| ----------------- | ------------------- | ----------------------------------------------------- |
| سیامک انصاری      | هومن صحرایی         | رئیس بیمارستان درحاشیه در فصل اول و زندانی در فصل دوم |
| سید جواد رضویان   | کنگر زهتاب          | مالک بیمارستان درحاشیه در فصل اول و زندانی در فصل دوم |
| مهران غفوریان     | بهروز عشقی          | پزشک قلابی در فصل اول و زندانی در فصل دوم             |
| نصرالله رادش      | سیروس تکراری        | مسئول داروخانه در فصل اول و زندانی در فصل دوم         |
| نیما فلاح         | اژدر                | زندانی                                                |
| سروش جمشیدی       | نادر گودرزی         | دوست بهروز عشقی                                       |
| حمید کاشانی       | فرید ال ام ان او پی | زندانی                                                |
| علی غلامی         |                     |                                                       |
| عباس پرنیانی      |                     |                                                       |
| هادی پیوند        |                     |                                                       |
| امیر جنانی        |                     |                                                       |
| امیرمحمد حاجی‌زاده |                     |                                                       |
| حامد خان‌بابایی    |                     |                                                       |
| مهدی دانایی‌مقدم   |                     | آشپز زندان                                            |
| محسن دلیخون       |                     |                                                       |
| هومن رمضانی       |                     |                                                       |
| پیام سلیمانی      |                     |                                                       |
| حمید سلیمانی      |                     |                                                       |
| سیاوش صدوقی       |                     |                                                       |
| مهدی صفری         |                     |                                                       |
| مهدی عظیمی        |                     |                                                       |
| بهادر فاضل        |                     |                                                       |
| مهبد قناعت‌پیشه    |                     | دکتر بهداری                                           |
| محمد کارآزاد      |                     |                                                       |
| امیر کریمی علویچه |                     |                                                       |
| بابک کمانگیر      |                     |                                                       |
| محمد گل‌محمدی      |                     |                                                       |
| حسین لعل          |                     |                                                       |
| کیارش محسن‌سجادی   |                     |                                                       |
| مهدی مرادی        |                     |                                                       |
| سیدصالح موسوی     |                     |                                                       |
| محمد مولودی       |                     |                                                       |
| عباس نایی         |                     |                                                       |
| علی نعیمی         |                     |                                                       |
| امیر نگارش        |                     |                                                       |
| سینا نورمحمد      |                     |                                                       |
| علی ولیانی        |                     |                                                       |
| امیرحسین اقبال‌آذر |                     |                                                       |
| محمدرضا بابازاده  |                     |                                                       |
| چیا بابامیری      |                     |                                                       |
| مهدی بیگی         |                     |                                                       |

## فصل‌ها
| فصل | قسمت‌ها | قسمت‌ها | تاریخ اصلی روی آنتن رفتن | تاریخ اصلی روی آنتن رفتن |
| فصل | قسمت‌ها | قسمت‌ها | اولین بار                | آخرین بار                |
| --- | ------ | ------ | ------------------------ | ------------------------ |
| ۱   | ۲۶     | ۲۶     | ۶ فروردین ۱۳۹۴           | ۳ اردیبهشت ۱۳۹۴          |
| ۲   | ۲۷     | ۲۷     | ۱۲ دی ۱۳۹۴               | ۱۸ بهمن ۱۳۹۴             |

## بازخورد

#### فصل اول
در آذر ۱۳۹۳ اخباری مبنی بر احتمال توقف ضبط سریال منتشر شده و ضبط این سریال به مدت ۲۰ روز متوقف شد.
با رخداد تغییرات مدیریتی جدید در سازمان صداوسیما و انتصاب علی اصغر پورمحمدی به عنوان معاون سیما در ۲۶ آذر ماه ۱۳۹۳ اعلام شد ساخت سریال متوقف شده‌است تا در فیلمنامه، قسمت‌هایی از آن بازنگری شود. سرانجام در اسفند ۱۳۹۳، در پی جلسات مشترک بین صدا و سیما و وزارت بهداشت، با اعمال تغییراتی در فیلمنامهٔ این مجموعه، فیلمبرداری آن پیگیری شد.
پس از توقف ساخت سریال با مخالفت سازمان نظام پزشکی به دلیل نمایش رفتارهای خلاف قانون پزشکان در این سریال، و تصمیم مجدد سازمان صداوسیما به ساخت سریال با جرح و تعدیل مضمون، مدیری در اینستاگرامش خبر از نمایش این سریال داد و گفت که نام این سریال «اتاق عمل» خواهد بود. اما صداوسیما در اسفند ۱۳۹۳ تیزرهای این سریال را با نام «در حاشیه» پخش کرد. قرارداد پخش آن از شبکه تهران لغو و با شبکه سه منعقد شد.
خشایار الوند، نویسنده سریال در گفتگو با هفته‌نامه مثلث گفت که اصرار وزارت بهداشت بر توقف پروژه تا حدی بود که حاضر شدند از بودجه بهداشت کشور پول داده و خسارت توقف پروژه را بپردازند و جلوی تولید و پخش آن را بگیرند.

### انتقادات
به جز دو نامه اعتراضی از سوی سازمان نظام پزشکی علیه سریال «در حاشیه» که یکی منجر به تغییرات اساسی در محتوای سریال شد، رئیس این سازمان در ۱۴ فروردین ۱۳۹۴ نامه دیگری به رئیس سازمان صداوسیما نوشته و خواستار جلوگیری از پخش سریال شد. همچنین سایت سازمان نظام پزشکی اقدام به نظرخواهی از پزشکان برای شرکت در تجمع علیه سریال کرد. اما در ۱۸ فروردین ۱۳۹۴، سید حسن قاضی‌زاده هاشمی (وزیر بهداشت) در حاشیه مراسم تودیع و معارفه معاون آموزشی این وزارتخانه همکاران خود را به پرهیز از حاشیه‌سازی و پرداختن به کارهای مهم‌تر توصیه کرد.
آرش نوذری بازیگر نقش دکتر عادل در سریال با اشاره به مخالفت‌ها علیه این سریال گفت: «تا چه زمانی فیلم‌برداری ادامه پیدا می‌کند نمی‌دانم چون شرایط مطلوب نیست و خوشبین نیستم که سریال تا پایان پخش شود. ما با ترس و لرز فیلم‌برداری می‌کنیم چون افرادی هستند که چوب لای چرخ می‌گذارند و دست از سر سریال برنمی‌دارند و ما تا زمانی که تلویزیون سریال را پخش کند کار می‌کنیم.»
دربارهٔ اعتراض به چنین تولیدات سینمایی و تلویزیونی، بی‌بی‌سی فهرستی از مجموعه‌های قبلی مثل مرد هزار چهره که با شکایت اداره کل ثبت احوال استان فارس مواجه شده بود را ارائه کرد.
سام نوری در گفتگویی اعلام کرد بسیاری از صحنه‌هایی که او و سپند امیر سلیمانی بازی کرده‌اند از سریال حذف شده‌است.
برخی از بازیگران این مجموعه مانند رامین ناصرنصیر، الهه حصاری، الیکا عبدالرزاقی، سحر ولدبیگی، نیما فلاح با آن که نامشان در تیتراژ فصل اول این مجموعه آمده بود اما در قسمت‌های پخش شده حضور نداشتند از جمله رامین ناصرنصیر در مصاحبه‌ای گفت پیش از این صحبت‌هایی برای حضورم در سریال «در حاشیه» انجام شده بود اما هنوز مقابل دوربین نرفته‌ام ولی اسمم را هر شب در تیتراژ می‌بینم؛ بنابراین برای حضورم در این سریال کمی بلاتکلیف هستم و باید صبر کنیم ببینیم تغییرات «در حاشیه» به کجا می‌انجامد. طی صحبت‌هایی که با آقای مدیری داشتیم، قرار بود نقش یک رزیدنت که دانشجوی کارآموز است را ایفا کنم که سال‌های طولانی رزیدنت باقی مانده‌است اما چه زمان و چگونگی‌اش را نمی‌دانم.

## جوایز و نامزدها
| سال  | جایزه                   | رده                              | دریافت‌کننده     | نتیجه    |
| ---- | ----------------------- | -------------------------------- | --------------- | -------- |
| ۱۳۹۵ | شانزدهمین دوره جشن حافظ | بهترین مجموعه تلویزیونی          | حمیدرضا مهدوی   | نامزدشده |
| ۱۳۹۵ | شانزدهمین دوره جشن حافظ | بهترین بازیگر مرد کمدی تلویزیونی | مهران غفوریان   | نامزدشده |
| ۱۳۹۵ | شانزدهمین دوره جشن حافظ | بهترین بازیگر مرد کمدی تلویزیونی | مهران مدیری     | نامزدشده |
| ۱۳۹۵ | شانزدهمین دوره جشن حافظ | بهترین بازیگر مرد کمدی تلویزیونی | سید جواد رضویان | نامزدشده |
| ۱۳۹۵ | شانزدهمین دوره جشن حافظ | بهترین بازیگر مرد کمدی تلویزیونی | علی اوجی        | نامزدشده |
| ۱۳۹۵ | شانزدهمین دوره جشن حافظ | بهترین بازیگر زن کمدی تلویزیونی  | شبنم فرشادجو    | نامزدشده |

## نکات
1. ↑  احتمالا Caballo Island از جزایر فیلیپین